# Рукайя
Рукайя (араб. رقية‎ — «Заклинание») — арабское женское имя и многозначное слово. Происходит от глагола «ркй» — «заклинать»; «прогрессировать». Уменьшительно-ласкательная форма — «Рукайя».

## Известные носительницы
- Рукайя бинт Мухаммад — дочь пророка Мухаммеда, жена Усмана ибн Аффана.
- Рукайя бинт Али — дочь Али.
- Рукайя бинт Хусейн — дочь Хусейна.
- Рукайя Султан Бегун[англ.] — жена Акбара Великого.
- Рукаййа Ахмед Рифаи (1958 г.р.) — министр образования Нигерии.